# MTV Movie Award al miglior cattivo
L'MTV Movie Award per il miglior cattivo (MTV Movie Award for Best Villain) è un premio cinematografico statunitense assegnato annualmente dal 1992.

## Vincitori e candidati
I vincitori sono indicati in grassetto, a seguire gli altri candidati.

### Anni 1990-1999
- 1992: Rebecca De Mornay - La mano sulla culla (The Hand That Rocks the Cradle)
  - Robert De Niro - Cape Fear - Il promontorio della paura (Cape Fear)
  - Robert Patrick - Terminator 2 - Il giorno del giudizio (Terminator 2: Judgment Day)
  - Alan Rickman - Robin Hood - Principe dei ladri (Robin Hood: Prince of Thieves)
  - Wesley Snipes - New Jack City
- 1993: Jennifer Jason Leigh - Inserzione pericolosa (Single White Female)
  - Danny DeVito - Batman - Il ritorno (Batman Returns)
  - Ray Liotta - Abuso di potere (Unlawful Entry)
  - Jack Nicholson - Codice d'onore (A Few Good Men)
- 1994: Alicia Silverstone - La ragazza della porta accanto (The Crush)
  - Macaulay Culkin - L'innocenza del diavolo (The Good Son)
  - John Malkovich - Nel centro del mirino (In the Line of Fire)
  - Wesley Snipes - Demolition Man
  - Rexy - Jurassic Park
- 1995: Dennis Hopper - Speed
  - Tom Cruise - Intervista col vampiro (Interview with the Vampire)
  - Jeremy Irons - Il re leone (The Lion King)
  - Tommy Lee Jones - Blown Away - Follia esplosiva (Blown Away)
  - Demi Moore - Rivelazioni (Disclosure)
  - Freddy krueger - freddy s murders
  - (1980)
- 1996: Kevin Spacey - Seven
  - Jim Carrey - Batman Forever
  - Joe Pesci - Casinò (Casino)
  - Tommy Lee Jones - Batman Forever
  - John Travolta - Nome in codice: Broken Arrow (Broken Arrow)

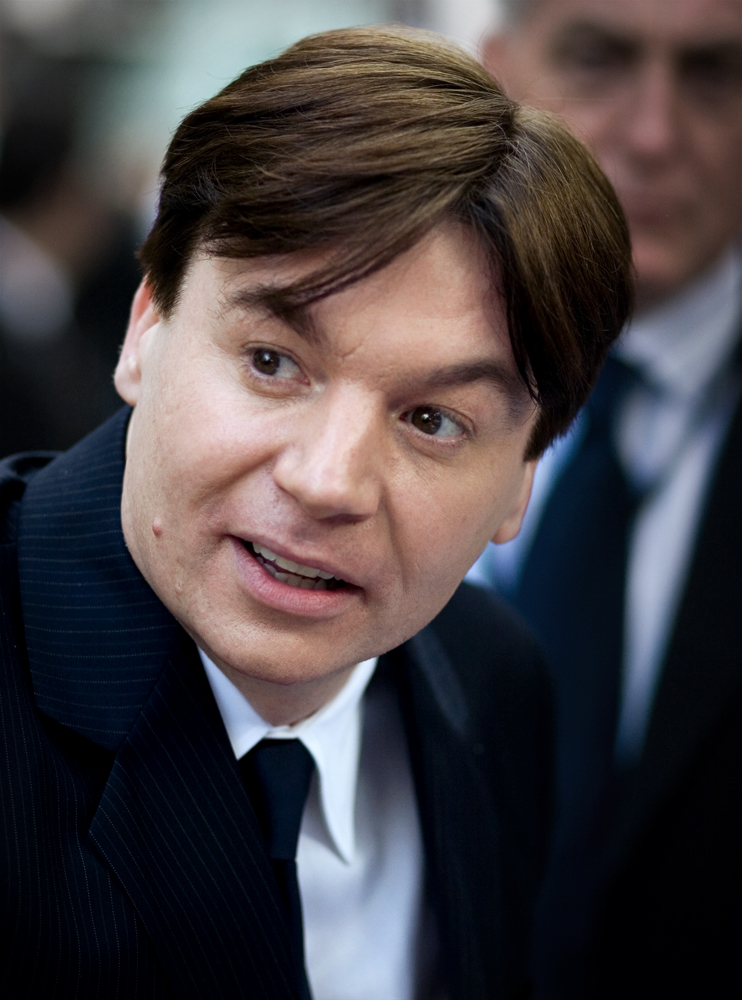
Mike Myers ha vinto due volte l'MTV Movie Awards come Miglior cattivo per la sua interpretazione del Dottor Male.

- 1997: Jim Carrey - Il rompiscatole (The Cable Guy)
  - Robert De Niro - The Fan - Il mito (The Fan)
  - Kiefer Sutherland - Il momento di uccidere (A Time to Kill)
  - Edward Norton - Schegge di paura (Primal Fear)
  - Mark Wahlberg - Paura (Fear)
- 1998: Mike Myers - Austin Powers - Il controspione (Austin Powers: International Man of Mystery)
  - Nicolas Cage e John Travolta - Face/Off - Due facce di un assassino (Face/Off)
  - Gary Oldman - Air Force One
  - Al Pacino - L'avvocato del diavolo (Devil's Advocate)
  - Billy Zane - Titanic
- 1999: 
  - Matt Dillon - Tutti pazzi per Mary (There's Something About Mary)
  - Stephen Dorff - Blade
  - Brad Dourif - La sposa di Chucky (Bride of Chucky)
  - Jet Li - Arma letale 4 (Lethal Weapon 4)
  - Rose McGowan - Amiche cattive (Jawbreaker)

### Anni 2000-2009
- 2000: Mike Myers - Austin Powers - La spia che ci provava (Austin Powers: The Spy Who Shagged Me)
  - Matt Damon - Il talento di Mr. Ripley (The Talented Mr. Ripley)
  - Sarah Michelle Gellar - Cruel Intentions - Prima regola non innamorarsi (Cruel Intentions)
  - Ray Park - Star Wars: Episodio I - La minaccia fantasma (Star Wars Episode I: The Phantom Menace)
  - Christopher Walken - Il mistero di Sleepy Hollow (Sleepy Hollow)
- 2001: Jim Carrey - Il Grinch (Dr. Seuss' How the Grinch Stole Christmas)
  - Kevin Bacon - L'uomo senza ombra (Hollow Man)
  - Vincent D'Onofrio - The Cell - La cellula (The Cell)
  - Anthony Hopkins - Hannibal
  - Joaquin Phoenix - Il gladiatore (Gladiator)
- 2002: Denzel Washington - Training Day
  - Aaliyah - La regina dei dannati (Queen of the Damned)
  - Christopher Lee - Il Signore degli Anelli - La Compagnia dell'Anello (The Lord of the Rings: The Fellowship of the Ring)
  - Tim Roth - Planet of the Apes - Il pianeta delle scimmie (Planet of the Apes)
  - Zhang Ziyi - Colpo grosso al drago rosso - Rush Hour 2 (Rush Hour 2)
- 2003: Daveigh Chase - The Ring
  - Willem Dafoe - Spider-Man
  - Daniel Day-Lewis - Gangs of New York
  - Colin Farrell - Daredevil
  - Mike Myers - Austin Powers in Goldmember
- 2004: Lucy Liu - Kill Bill: Volume 1
  - Andrew Bryniarski nel ruolo di Leatherface - Non aprite quella porta (The Texas Chainsaw Massacre)
  - Kiefer Sutherland - In linea con l'assassino (Phone Booth)
  - Geoffrey Rush - La maledizione della prima luna (Pirates of the Caribbean: The Curse of the Black Pearl)
  - Demi Moore - Charlie's Angels - Più che mai (Charlie's Angels: Full Throttle)
- 2005: Ben Stiller - Palle al balzo - Dodgeball (Dodgeball: A True Underdog Story)
  - Tom Cruise - Collateral
  - Rachel McAdams - Mean Girls
  - Jim Carrey - Lemony Snicket - Una serie di sfortunati eventi (Lemony Snicket's A Series of Unfortunate Events)
  - Alfred Molina - Spider-Man 2
- 2006: Hayden Christensen - Star Wars: Episodio III - La vendetta dei Sith (Star Wars Episode III: Revenge of the Sith)
  - Cillian Murphy - Batman Begins
  - Ralph Fiennes - Harry Potter e il calice di fuoco (Harry Potter and the Goblet of Fire (film)|Harry Potter and the Goblet of Fire)
  - Tilda Swinton - Le cronache di Narnia - Il leone, la strega e l'armadio (The Chronicles of Narnia: The Lion, the Witch and the Wardrobe)
  - Tobin Bell - Saw II - La soluzione dell'enigma
- 2007: Jack Nicholson - The Departed - Il bene e il male (The Departed)
  - Tobin Bell - Saw III - L'enigma senza fine
  - Bill Nighy - Pirati dei Caraibi - La maledizione del forziere fantasma (Pirates of the Caribbean: Dead Man's Chest)
  - Rodrigo Santoro - 300
  - Meryl Streep - Il diavolo veste Prada (The Devil Wears Prada)
- 2008: Johnny Depp - Sweeney Todd - Il diabolico barbiere di Fleet Street (Sweeney Todd: The Demon Barber of Fleet Street)
  - Javier Bardem - Non è un paese per vecchi (No Country for Old Men)
  - Topher Grace - Spider-Man 3
  - Angelina Jolie - La leggenda di Beowulf (Beowulf)
  - Denzel Washington - American Gangster
- 2009: Heath Ledger - Il cavaliere oscuro (The Dark Knight)
  - Derek Mears - Venerdì 13 (Friday the 13th)
  - Dwayne Johnson - Agente Smart - Casino totale (Get Smart)
  - Johnathon Schaech - Che la fine abbia inizio (Prom Night)
  - Luke Goss - Hellboy: The Golden Army (Hellboy II: The Golden Army)

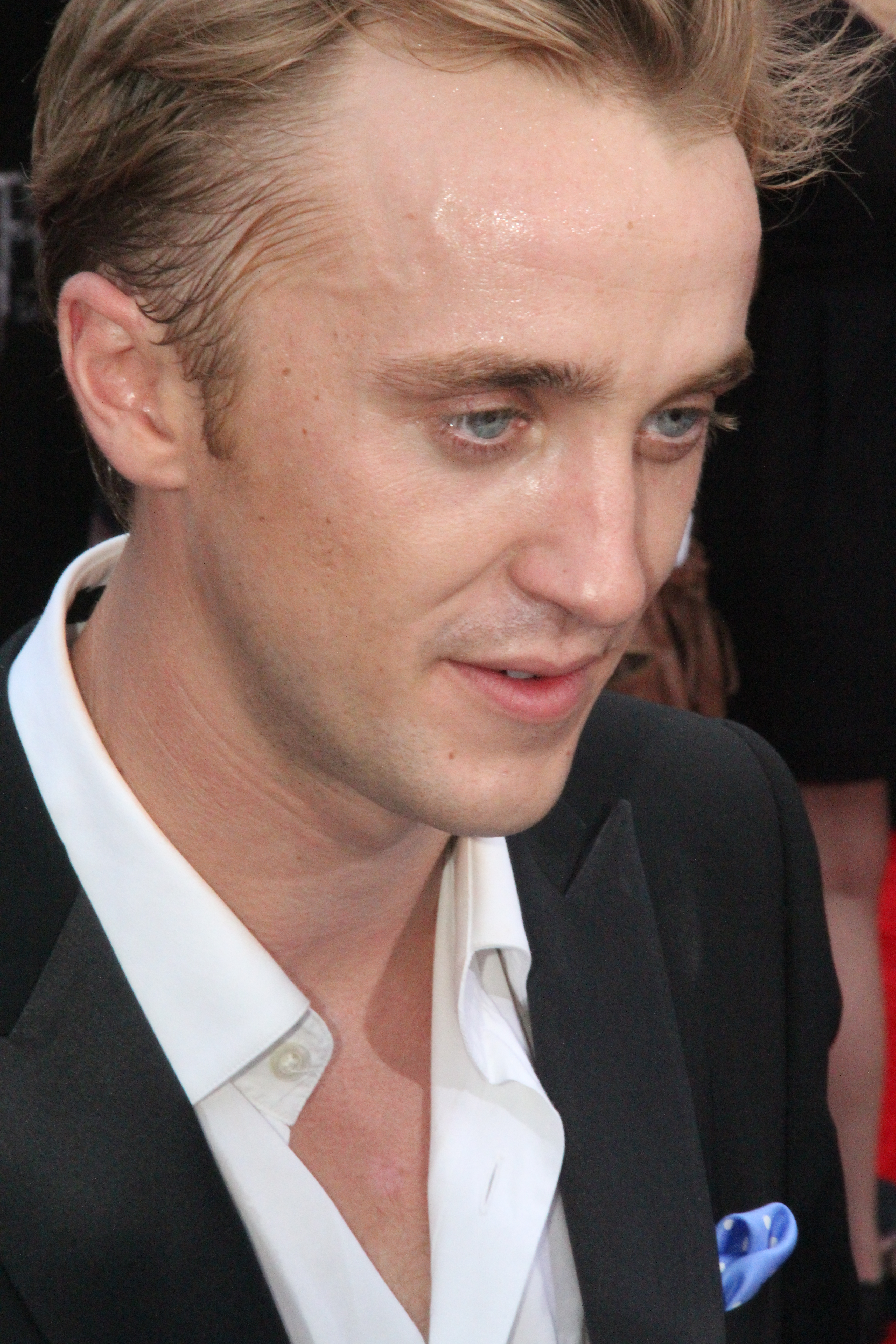
Tom Felton ha vinto due volte l'MTV Movie Awards come Miglior cattivo per la sua interpretazione di Draco Malfoy.

### Anni 2010-2019
- 2010: Tom Felton - Harry Potter e il principe mezzosangue (Harry Potter and the Half-Blood Prince)
  - Christoph Waltz - Bastardi senza gloria (Inglourious Basterds)
  - Helena Bonham Carter - Alice in Wonderland
  - Ken Jeong - Una notte da leoni (The Hangover)
  - Stephen Lang - Avatar
- 2011: Tom Felton - Harry Potter e i Doni della Morte - Parte 1 (Harry Potter and the Deathly Hallows: Part 1)
  - Christoph Waltz - The Green Hornet
  - Leighton Meester - The Roommate - Il terrore ti dorme accanto
  - Mickey Rourke - Iron Man 2
  - Ned Beatty - Toy Story 3 - La grande fuga (Toy Story 3)
- 2012 - assegnato come Best On-Screen Dirtbag
  - Jennifer Aniston - Come ammazzare il capo... e vivere felici (Horrible Bosses)
  - Bryce Dallas Howard - The Help
  - Jon Hamm - Le amiche della sposa (Bridesmaids)
  - Colin Farrell - Come ammazzare il capo... e vivere felici (Horrible Bosses)
  - Oliver Cooper - Project X - Una festa che spacca (Project X)
- 2013: Tom Hiddleston - The Avengers
  - Javier Bardem - Skyfall
  - Leonardo DiCaprio - Django Unchained
  - Marion Cotillard - Il cavaliere oscuro - Il ritorno (The Dark Knight Rises)
  - Tom Hardy - Il cavaliere oscuro - Il ritorno (The Dark Knight Rises)
- 2014: Mila Kunis - Il grande e potente Oz
  - Barkhad Abdi - Captain Phillips - Attacco in mare aperto
  - Benedict Cumberbatch - Into Darkness - Star Trek
  - Michael Fassbender - 12 anni schiavo
  - Donald Sutherland - Hunger Games: La ragazza di fuoco
- 2015[1][2]: Meryl Streep - Into the Woods
  - Rosamund Pike - L'amore bugiardo - Gone Girl (Gone Girl)
  - J. K. Simmons - Whiplash
  - Jillian Bell - 22 Jump Street
  - Peter Dinklage - X-Men - Giorni di un futuro passato (X-Men: Days of Future Past)
- 2016: Adam Driver - Star Wars - Il risveglio della Forza (Star Wars: The Force Awakens)
  - Ed Skrein - Deadpool
  - Hugh Keays-Byrne - Mad Max: Fury Road
  - James Spader - Avengers: Age of Ultron
  - Samuel L. Jackson - Kingsman - Secret Service (Kingsman: The Secret Service)
  - Tom Hardy - Revenant - Redivivo (The Revenant)
- 2017[3]: Jeffrey Dean Morgan - The Walking Dead
  - Allison Williams - Scappa - Get Out (Get Out)
  - Il Demogorgone - Stranger Things
  - Jared Leto - Suicide Squad
  - Wes Bentley - American Horror Story: Roanoke
- 2018[4]: Michael B. Jordan - Black Panther
  - Josh Brolin - Avengers: Infinity War
  - Adam Driver - Star Wars - Gli ultimi Jedi (Star Wars: The Last Jedi)
  - Aubrey Plaza - Legion
  - Bill Skarsgård - It
- 2019[5]: Josh Brolin - Avengers: Endgame
  - Penn Badgley - You
  - Jodie Comer - Killing Eve
  - Joseph Fiennes - The Handmaid's Tale
  - Lupita Nyong'o - Noi

### Anni 2020-2029
- 2021[6]: Kathryn Hahn - WandaVision
  - Aya Cash - The Boys
  - Giancarlo Esposito - The Mandalorian
  - Nicholas Hoult - The Great
  - Ewan McGregor - Birds of Prey e la fantasmagorica rinascita di Harley Quinn (Birds of Prey and the Fantabulous Emancipation of One Harley Quinn)
- 2022[7]: Daniel Radcliffe – The Lost City
  - Victoria Pedretti – You
  - Colin Farrell – The Batman
  - James Jude Courtney – Halloween Kills
  - Willem Dafoe – Spider-Man: No Way Home